# Temporada 1997-98 de los Vancouver Grizzlies
La temporada 1997-98 fue la tercera de los Vancouver Grizzlies en la NBA. La temporada regular acabó con 19 victorias y 63 derrotas, ocupando el undécimo puesto de la conferencia Oeste, no logrando clasificarse para los playoffs.

## Elecciones en elDraft
| Ronda | Puesto | Jugador         | Posición | Nacionalidad   | Universidad     |
| ----- | ------ | --------------- | -------- | -------------- | --------------- |
| 1     | 4      | Antonio Daniels | Escolta  | Estados Unidos | Bowling Green   |
| 2     | 52     | C.J. Bruton     | Base     | Estados Unidos | Indian Hills CC |

## Temporada regular
| División Medio Oeste     | División Medio Oeste | División Medio Oeste | División Medio Oeste | División Medio Oeste | División Medio Oeste | División Medio Oeste | División Medio Oeste | División Medio Oeste |
| Equipo                   | G                    | P                    | %                    | PD                   | Casa                 | Fuera                | Div                  |                      |
| ------------------------ | -------------------- | -------------------- | -------------------- | -------------------- | -------------------- | -------------------- | -------------------- | -------------------- |
| z-Utah Jazz              | 62                   | 20                   | .756                 | –                    | 36–5                 | 26–15                | 22–2                 |                      |
| x-San Antonio Spurs      | 56                   | 26                   | .683                 | 6                    | 31–10                | 25–16                | 18–6                 |                      |
| x-Minnesota Timberwolves | 45                   | 37                   | .549                 | 17                   | 26–15                | 19–22                | 14–10                |                      |
| x-Houston Rockets        | 41                   | 41                   | .500                 | 21                   | 24–17                | 17–24                | 14–10                |                      |
| Dallas Mavericks         | 20                   | 62                   | .244                 | 42                   | 13–28                | 7–34                 | 9–15                 |                      |
| Vancouver Grizzlies      | 19                   | 63                   | .232                 | 43                   | 14–27                | 5–36                 | 4–20                 |                      |
| Denver Nuggets           | 11                   | 71                   | .134                 | 51                   | 9–32                 | 2–39                 | 3–21                 |                      |

## Estadísticas

### Temporada regular
| Rk | Jugador             | Edad | Pos. | P  | PT | MP   | TC  | TCI  | %TC  | T3  | T3I | %T3   | TL  | TLI | %TL   | RO  | RD  | RT  | AS  | RB  | TAP | BP  | FP  | PTS  |
| -- | ------------------- | ---- | ---- | -- | -- | ---- | --- | ---- | ---- | --- | --- | ----- | --- | --- | ----- | --- | --- | --- | --- | --- | --- | --- | --- | ---- |
| 1  | Shareef Abdur-Rahim | 21   | SF   | 82 | 82 | 36.0 | 8.0 | 16.4 | .485 | 0.3 | 0.6 | .412  | 6.1 | 7.8 | .784  | 2.8 | 4.3 | 7.1 | 2.6 | 1.1 | 0.9 | 3.1 | 2.5 | 22.3 |
| 2  | Bryant Reeves       | 24   | C    | 74 | 74 | 34.1 | 6.6 | 12.7 | .523 | 0.0 | 0.1 | .000  | 3.0 | 4.3 | .706  | 2.6 | 5.3 | 7.9 | 2.1 | 0.5 | 1.1 | 2.1 | 3.8 | 16.3 |
| 3  | Otis Thorpe         | 35   | PF   | 47 | 46 | 33.5 | 4.4 | 9.1  | .477 | 0.0 | 0.1 | .000  | 2.5 | 3.6 | .694  | 2.1 | 5.8 | 7.9 | 3.4 | 0.6 | 0.5 | 2.4 | 3.4 | 11.2 |
| 4  | Antonio Daniels     | 22   | SG   | 74 | 50 | 26.4 | 3.1 | 7.4  | .416 | 0.1 | 0.7 | .212  | 1.5 | 2.3 | .659  | 0.3 | 1.6 | 1.9 | 4.5 | 0.7 | 0.1 | 2.2 | 1.2 | 7.8  |
| 5  | Anthony Peeler      | 28   | SG   | 8  | 8  | 25.3 | 4.4 | 9.0  | .486 | 0.6 | 2.4 | .263  | 0.5 | 0.8 | .667  | 0.8 | 1.8 | 2.5 | 2.9 | 1.1 | 0.0 | 0.8 | 2.0 | 9.9  |
| 6  | Sam Mack            | 27   | SF   | 57 | 54 | 24.8 | 3.9 | 9.8  | .397 | 1.9 | 4.7 | .409  | 1.1 | 1.4 | .805  | 0.5 | 1.8 | 2.3 | 1.8 | 0.7 | 0.2 | 1.2 | 2.1 | 10.8 |
| 7  | Blue Edwards        | 32   | SG   | 81 | 20 | 24.3 | 4.0 | 9.2  | .439 | 0.5 | 1.5 | .333  | 2.2 | 2.7 | .837  | 0.8 | 1.9 | 2.7 | 2.5 | 1.1 | 0.3 | 1.7 | 2.3 | 10.8 |
| 8  | Michael Smith       | 25   | PF   | 30 | 29 | 23.5 | 2.2 | 4.4  | .504 | 0.0 | 0.0 | .000  | 1.6 | 2.4 | .658  | 2.8 | 4.0 | 6.9 | 2.0 | 0.9 | 0.2 | 1.2 | 2.0 | 6.1  |
| 9  | Lee Mayberry        | 27   | PG   | 79 | 32 | 23.2 | 1.7 | 4.4  | .375 | 0.8 | 2.3 | .350  | 0.5 | 0.6 | .745  | 0.2 | 1.2 | 1.4 | 4.4 | 0.8 | 0.1 | 1.4 | 2.1 | 4.6  |
| 10 | George Lynch        | 27   | SF   | 82 | 0  | 18.2 | 3.0 | 6.3  | .481 | 0.1 | 0.4 | .300  | 1.4 | 1.9 | .703  | 1.8 | 2.6 | 4.4 | 1.5 | 0.8 | 0.5 | 1.3 | 2.0 | 7.5  |
| 11 | Pete Chilcutt       | 29   | PF   | 82 | 0  | 17.3 | 1.9 | 4.4  | .435 | 0.7 | 1.6 | .415  | 0.5 | 0.7 | .661  | 0.9 | 2.8 | 3.7 | 1.3 | 0.6 | 0.5 | 0.8 | 1.9 | 4.9  |
| 12 | Bobby Hurley        | 26   | PG   | 27 | 0  | 17.0 | 1.7 | 4.6  | .374 | 0.0 | 0.3 | .143  | 1.1 | 1.4 | .744  | 0.2 | 0.9 | 1.1 | 3.6 | 0.4 | 0.0 | 1.6 | 1.6 | 4.5  |
| 13 | Tony Massenburg     | 30   | C    | 61 | 13 | 14.7 | 2.4 | 5.1  | .479 | 0.0 | 0.0 |       | 1.6 | 2.2 | .730  | 1.3 | 2.5 | 3.8 | 0.3 | 0.4 | 0.4 | 1.0 | 2.0 | 6.5  |
| 14 | Ivano Newbill       | 27   | PF   | 28 | 2  | 8.9  | 0.7 | 2.0  | .351 | 0.0 | 0.0 | 1.000 | 0.6 | 1.1 | .567  | 0.9 | 1.6 | 2.5 | 0.3 | 0.4 | 0.1 | 0.6 | 1.4 | 2.1  |
| 15 | Chris Robinson      | 23   | SG   | 16 | 0  | 8.9  | 1.4 | 3.9  | .365 | 0.4 | 1.5 | .292  | 0.1 | 0.1 | .500  | 0.0 | 0.8 | 0.8 | 0.6 | 0.4 | 0.1 | 0.9 | 1.3 | 3.4  |
| 16 | Larry Robinson      | 30   | SF   | 6  | 0  | 6.8  | 1.0 | 3.2  | .316 | 0.5 | 1.0 | .500  | 0.3 | 0.3 | 1.000 | 0.3 | 1.7 | 2.0 | 0.2 | 0.7 | 0.0 | 0.3 | 0.0 | 2.8  |